# Museo de Etnografía y Folklore
El Museo de Etnografía y Folklore de Valencia, fue el primer museo etnográfico valenciano creado en 1931 como una entidad dependiente del Ayuntamiento de Valencia.

## Historia
La idea de constituir un museo de etnología viene de la figura de Blasco Ibáñez, quien ya en 1921 presentó ante la prensa la idea de constituir un “Museo de Etnografía y Folklore", tal y como se estaban creando en otras ciudades tanto de España como del resto de Europa. En un primer momento se solicitó la contribución generosa de todos los valencianos para aportar piezas para el nuevo ideado museo. De esta manera el Ayuntamiento de Valencia, en el que había una gran representación del partido político blasquista, cedió el Palacio Municipal que se había construido para la Exposición Regional de 1909, como sede del futuro museo. Pero, al perder parte de su representación tras las elecciones la idea cayó en saco roto.
Desde un primer momento la idea de Blasco Ibáñez era de nombrar director del museo a Maximiliano Thous por su trayectoria folclorista.
Pese a todo en el acta municipal de 1921, se considera que el Archivo Municipal debía ceder al nuevo museo todos aquellos objetos y recuerdos históricos que custodiaba. En este momento el Museo de la Ciudad estaba todavía por constituirse, y todavía tardaría aproximadamente cinco años en ser una realidad; por lo que se supone se pretendió trasladar al Museo de Etnografía y Folklore, aquellas piezas que acabarían en el futuro Museo histórico, como el Penó de la Conquesta, lo cual estaba fuera del ideario de Thous para “su” museo.
La única prueba real del tipo de objeto que se reunió para el Museo de Etnografía y Folklore, es el listado redactado por José Llorca Rodríguez, responsable de los museos municipales desde 1940 a 1970 aproximadamente; y en él se indica que había: material cerámico, muebles, algún objeto doméstico, herramientas de caza i maquetas de barcos típicos de la costa valenciana. Estos objetos estuvieron almacenados, hasta hace relativamente poco tiempo, en la casa forestal de la devesa del Saler (anteriormente estuvieron en un almacén municipal que fue destruido por la riada de 1957)
Así, hubo que esperar una década a la proclamación de la II República y la llegada a la alcaldía de Vicent Alfaro, para que el proyecto se retomara. Pero nuevamente el éxito del proyecto no cuajaba, pese a aprobarse la creación del museo el 16 de noviembre de 1931, este no abrió nunca sus puertas, lo cual quedó reflejado incluso en la temática de la Falla de la Plaza del Mercado del año 1933, obra del artista fallero Luis Dubón, que presentaba al museo como a un circo.
Maximiliano Thous habló en la charla radiofónica del 15 de marzo de 1933 sobre el revuelo que la apertura del museo estaba teniendo en la ciudad.
En el año 1937 y a instancias del consejero republicano de Cultura Francisco Bosch i Morata, el Museo de Etnografía y Folklore pasó a depender del Instituto de Estudios Valencianos. La trayectoria del museo etnográfico impulsado por Maximiliano Thous finalizó en 1939, cuando fue eliminado por el primer ayuntamiento franquista.
La ilusión del Museo de Etnografía y Folklore volvió a frustrarse y Valencia tuvo que esperar hasta 1983, para que abriese sus puertas el actual Museo Valenciano de Etnología.

## Estructura del museo
Thous publicó en 1935 un folleto explicativo del Museo de Etnografía y Folklore, en el que se indicaban los criterios empleados por el director en la estructura del museo: Atuendo corporal. Infancia. Habitación y vida doméstica. Arte popular. Religiosidad popular. Magia. Medicina popular. Vida social y jurídica. Las jornadas de la vida. Ocupaciones y tecnología populares. Fiestas y solemnidades. Juegos, deportes y danzas.